# Michael Henderson (musicista)
Michael Henderson (Yazoo City, 7 luglio 1951 – Atlanta, 19 luglio 2022) è stato un bassista e cantante statunitense.

## Biografia
Ha collaborato con Miles Davis all'inizio degli anni settanta, in album fusion quali A Tribute to Jack Johnson, The Cellar Door Sessions, Live-Evil, On the Corner, In Concert: Live at Philharmonic Hall, Big Fun, Get Up with It, Dark Magus, Pangaea e Agharta. Fu l'unico musicista a suonare con Davis in entrambe le fasi del cosiddetto periodo elettrico, dal 1970 (quando Henderson aveva 18 anni) al 1976.
Henderson fu il primo bassista di rilievo nel genere fusion, portandovi uno stile che si segnalava per i groove profondi e funky. Fu attivo anche sulla scena soul: oltre che al suo periodo con Davis, si ricordano le sue collaborazioni con Marvin Gaye, Aretha Franklin, Stevie Wonder, i Dramatics e Doctor John.  Assieme a Bob Babbitt ed al bassista che più lo influenzò, James Jamerson, è considerato uno dei più importanti bassisti nel genere motown.
Henderson era da qualche tempo in tournée con Stevie Wonder (che aveva incontrato al  club Regal di Chicago durante una prova) quando incontrò Miles Davis, all'inizio del 1970. Dopo averlo ascoltato al Copacabana  di New York, Davis andò da Wonder e gli disse "Mi prendo il tuo fottuto bassista."
La carriera di leader e compositore di Henderson iniziò dopo i sette anni passati con Davis, e gli fruttò diversi successi con la Arista Records fino al suo ritiro, nel 1986. Benché sia conosciuto soprattutto per le ballad, il suo stile funk ha avuto grande influenza su molti altri musicisti. I suoi album come solista hanno complessivamente venduto più di un milione di copie.
La ritrovata popolarità delle sonorità motown ha ridato nuova linfa anche alla popolarità di Henderson. I suoi riff in  "Valentine Love" e "You are my Starship" sono stati ripresi da musicisti come Snoop Dogg e LL Cool J, e alcune delle sue canzoni sono state interpretate da Rick James, Wayman Tisdale, e Sugar Ray.
Henderson viveva a Las Vegas, esibendosi occasionalmente in pubblico. Ha partecipato ad alcuni concerti con altri reduci del periodo elettrico di Davis.